# Jagannatha Samrat
Jagannatha Samrat (sànscrit: जगन्नाथ सम्राट)  (Amber i Maharashtra, c. 1652 - c. 1744) va ser un astrònom i matemàtic indi.

## Vida i obra
Res es coneix del cert de la vida de Samrat, fins al punt que alguns autors afirmen que va néixer el 1652 i d'altres diuen que ho va fer el 1690. De totes formes els autors que donen la primera data, diuen que va ser contractat de molt jove pel rajà d'Amber Jai Singh II, que no va ser investit rajà fins al 1699 (amb només onze anys d'edat), per tant sembla més lògica la data posterior. Les fonts estan d'acord que Samrat pertanyia a una família vèdica procedent de Maharashtra.

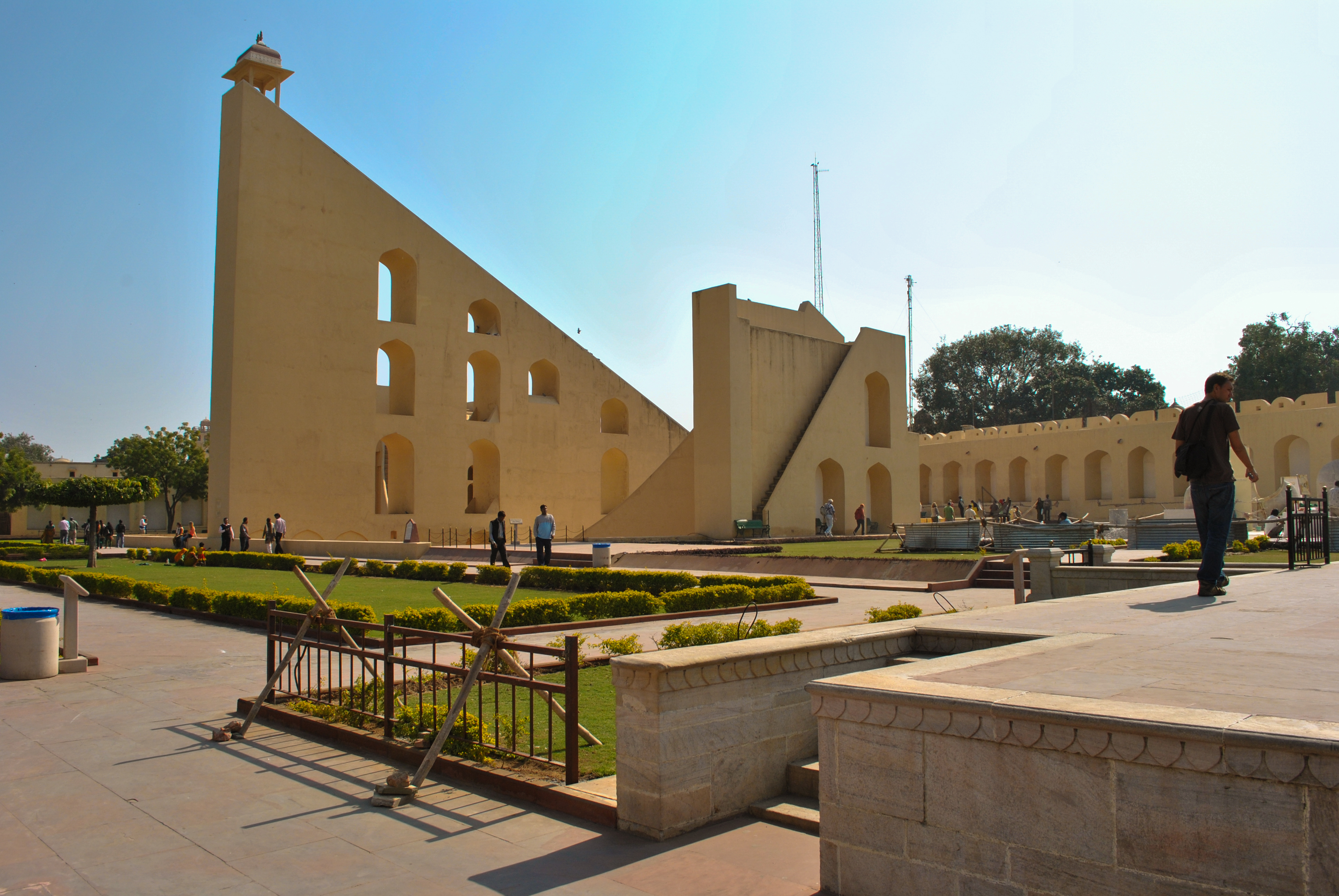
El gran observatori de Jaipur.

Samrat va assessorar el rajà en la construcció de diversos observatoris astronòmics a Delhi, a Amber (actual Jaipur) i a d'altres indrets, dissenyant instruments metàl·lics i construint grans aparells en pedra i totxo, tot i que mai va incorporar cap telescopi. També es va destacar com a observador i recolector de dades astronòmiques.
El rajà també el va instar a aprendre àrab i persa per poder estudiar els texts astronòmics i així revitalitzar el coneixement científic en el seu país. Així doncs, Samrat va traduir al sànscrit els Elements d'Euclides i l'Almagest de Ptolemeu. Es conserven diferents manuscrits de:
- Samra Siddantha (1727) una traducció de la versió àrab de Nassir-ad-Din at-Tussí de l'Almagest.[10]
- Rekha-ganita (1727) una traducció de la versió àrab de Nassir-ad-Din at-Tussí dels Elements.[11]

A més, va escriure algunes obres originals com el Surya Siddhanta Saravicara (1715/1720) que és un tractat sobre el moviment dels planetes basat en el clàssic text vèdic Surya Siddhanta, o com el Siddantha Kaustubha (1732) que és una ampliació del Samrat Siddantha afegint aportacions originals de Samrat.
Entre les seves aportacions originals es pot destacar la demostració purament geomètrica i analítica de la igualtat
{\displaystyle \sin {\frac {\pi }{10}}={\frac {({\sqrt {5}}-1)}{4}}}
que ja es coneixia des dels temps de Bhaskara II (segle XII), però de la que no s'havia fet una demostració en termes moderns. De totes formes, les seves creences eren més medievals que modernes, essent un admirador i seguidor de l'obra d'Ulugh Beg.